# Сумеречный ужас
«Сумеречный ужас» (англ. Terror in the Shadows) — американский триллер режиссёра Уилльяма Грэма, основанный на книге Майкла Аллегретто. Премьера фильма состоялась 16 октября 1995 года на телеканале NBC.

## Сюжет
Душевнобольная женщина отправлена на лечение в психиатрическую больницу, в то время как её ребёнок усыновлён отзывчивыми людьми. К несчастью мальчик гибнет. Узнав об этом, его родная мать клянётся отмстить и бежит из лечебницы

## В ролях
| Актёр                | Роль              |
| -------------------- | ----------------- |
| Джени Фрэнсис        | Сара              |
| Ли Макклоски         | Алекс Уильямс     |
| Виктория Уиндэм      | Кэй Нили          |
| Марк Деймон Эспиноса | детектив Алонсо   |
| Джейкоб Лойст        | Брайан Уильямс    |
| Марси Уокер          | Ребекка / Кристин |
| Фрэнки Инграссия     | Кэролин           |